# Ômega 9

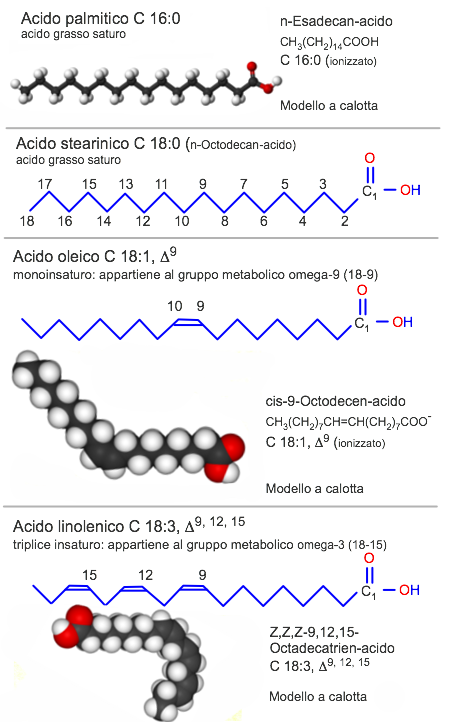
Exemplo de ácidos graxos 3D em italiano

Os ômega 9 ou ómega 9 (ácidos graxos ω−9) são ácidos graxos, ajudam no desenvolvimento humano, assim como os ácidos graxos ômega 3 e ômega 6. O nome ômega 9 significa que eles têm uma ligação dupla C=C no nono carbono a partir da extremidade oposta à carboxila.
Podemos encontrá-lo nos óleos vegetais.
Os ácidos ômega 9 mais importantes são:
- ácido oleico - com 18 carbonos
- ácido erúcico - com 22 carbonos
- ácido nervônico - com 24 carbonos